# La scelta (romanzo)
La scelta (The Choice) è un romanzo scritto da Nicholas Sparks, pubblicato in lingua originale nel settembre del 2007, fu seguito a breve distanza da Ricordati di guardare la luna.

## Trama
Travis Parker è un giovane veterinario convinto di non essere destinato alle relazioni a lungo termine. Gabbi è un'affascinante pediatra con tutte le carte in regola per fargli cambiare idea.
Dopo un primo, burrascoso incontro, pian piano i due si innamorano e capiscono di non poter fare a meno l'uno dell'altra.
Un giorno, però, la vita di lui subisce una drammatica svolta. Straziato dal dolore e dilaniato dai dubbi, Travis continua a porsi la stessa, angosciante domanda: fino a che punto può arrivare per amore? 

## Adattamento cinematografico
Nel 2016 è stato distribuito il film La scelta - The Choice diretto da Ross Katz, con protagonisti Benjamin Walker e Teresa Palmer. È l'undicesimo libro di Sparks a diventare un film.

## Edizioni
- Sparks, Nicholas, La scelta, traduzione di Alessandra Petrelli, Frassinelli, 2007,  p. 304, ISBN 978-88-88320-01-4.